# دلداده (فیلم ۱۳۸۷)
دلداده فیلمی ایرانی در ژانر کمدی-عاشقانه به کارگردانی قدرت‌الله صلح‌میرزایی و نویسندگی علیرضا محمودی و صلح‌میرزایی و تهیه‌کنندگی سید کمال‌الدین طباطبایی محصول سال ۱۳۸۷ است. سید جواد رضویان، مجید صالحی‌، اکبر عبدی، الهام حمیدی، سحر زکریا، مینا جعفرزاده، احمد پورمخبر، یوسف صیادی، نعیمه نظام‌دوست، امیر نوری، محمد امیری‌مهر، پروین میکده، پروین ملکی و مهران رجبی در این فیلم ایفای نقش کرده‌اند.
این فیلم در ۲۹ آبان ۱۳۸۷ در سینماهای ایران اکران شده‌است.

## خلاصه داستان
داستان دختری است که بعد از سالها اقامت در خارج از کشور به ایران بازگشته و قصد ازدواج دارد.

## بازیگران
- سید جواد رضویان در نقش جواد
- الهام حمیدی در نقش عسل
- مجید صالحی در نقش کریم
- سحر زکریا در نقش آهو
- اکبر عبدی در نقش دایی آهو و عسل
- مینا جعفرزاده در نقش مادربزرگ آهو و عسل
- امیر نوری
- یوسف صیادی
- احمد پورمخبر
- مهران رجبی